# Incline Village-Crystal Bay
Incline Village-Crystal Bay és una concentració de població designada pel cens dels Estats Units a l'estat de Nevada. Segons el cens del 2000 tenia 9.952 habitants.

## Demografia
Segons el cens del 2000, Incline Village-Crystal Bay tenia 9.952 habitants, 4.176 habitatges, i 2.736 famílies La densitat de població era de 133,05 habitants per km².
Dels 4.176 habitatges en un 25,1% hi vivien nens de menys de 18 anys, en un 56,2% hi vivien parelles casades, en un 5,5% dones solteres, i en un 34,5% no eren unitats familiars. En el 23,9% dels habitatges hi vivien persones soles el 4,8% de les quals corresponia a persones de 65 anys o més que vivien soles. El nombre mitjà de persones vivint en cada habitatge era de 2,36 i el nombre mitjà de persones que vivien en cada família era de 2,76.
Per edats la població es repartia de la següent manera: un 19,6% tenia menys de 18 anys, un 7,7% entre 18 i 24, un 27,7% entre 25 i 44, un 33,3% de 45 a 64 i un 11,7% 65 anys o més.
L'edat mediana era de 42,1 anys. Per cada 100 dones hi havia 109,47 homes. Per cada 100 dones de 18 o més anys hi havia 109,48 homes.
La renda mediana per habitatge era de 69.447 $ i la renda mediana per família de 79.079 $. Els homes tenien una renda mediana de 44.417 $ mentre que les dones 30.175 $. La renda per capita de la població era de 52.521 $. Aproximadament el 3,4% de les famílies i el 6,6% de la població estaven per davall del llindar de pobresa.

## Poblacions més properes
El següent diagrama mostra les poblacions més properes.